# Gunnar Engström (pedagog)
Gunnar Engström, född den 26 mars 1899 i Rydaholms församling, Jönköpings län, död den 25 april 1988 i Stockholm, var en svensk pedagog och ämbetsman.
Engström avlade folkskollärarexamen 1920, filosofie kandidatexamen 1928 och filosofie licentiatexamen 1934. Han var folkskollärare i Kalmar 1920–1922, i Göteborg 1922–1940, folkskoleinspektör i Skaraborgs norra inspektionsområde 1941–1953 och undervisningsråd 1953–1965 (tillförordnad 1949, extra ordinarie 1951). Engström publicerade skrifter i geografi, bland vilka märks Nordre Göta älv (1934), Sänkverket vid Bohus och redutten på Fiskarholmen (1935), Industrien i Göteborg med förorter (tillsammans med Oscar Jonsson, 1937), Folkskolans läsebok: Geografi II (tillsammans med Gustaf Wilske, 1939), Folkskolans läsebok: Geografi III (tillsammans med Wilske och Folke Åkesson, 1947). Han blev riddare av Nordstjärneorden 1954.